# Romina Langenhan
Romina Langenhan (* 1985 in Bad Pyrmont) ist eine deutsche Schauspielerin, Fernsehmoderatorin und Sprecherin.

## Leben
Langenhan absolvierte von 2004 bis 2008 ein Studium in Tanz, Gesang und Schauspiel an der Hogeschool voor de kunsten in Tilburg diese schloss sie mit dem Bachelor ab. Nach dem Abschluss spielte sie in mehreren Theater- und Musicalproduktionen mit. So war sie unter anderem von 2007 bis 2008 in der Rolle der Sophie im Musical Mamma Mia zu sehen. Seit 2011 arbeitet sie als Model und ist hauptsächlich in Werbefilmen zu sehen. Außerdem ist Romina Langenhan als Sprecherin und Sängerin tätig und z. B. als Barbie in zahlreichen Barbiefilmen und Serien zu hören.
Seit 2022 ist Langenhan als Vertretung im Sat.1-Frühstücksfernsehen zu sehen. Im November 2022 vertrat sie Melissa Khalaj für 7 Folgen als Moderatorin von Promi Big Brother – Die Late Night Show.

## Fernsehauftritte
- 2021–2022: BAFF – Clever kontern (sixx)
- seit 2022: Sat.1-Frühstücksfernsehen (Sat 1)
- 2022: Promi Big Brother – Die Late Night Show (Sat 1)